# Piracaldo

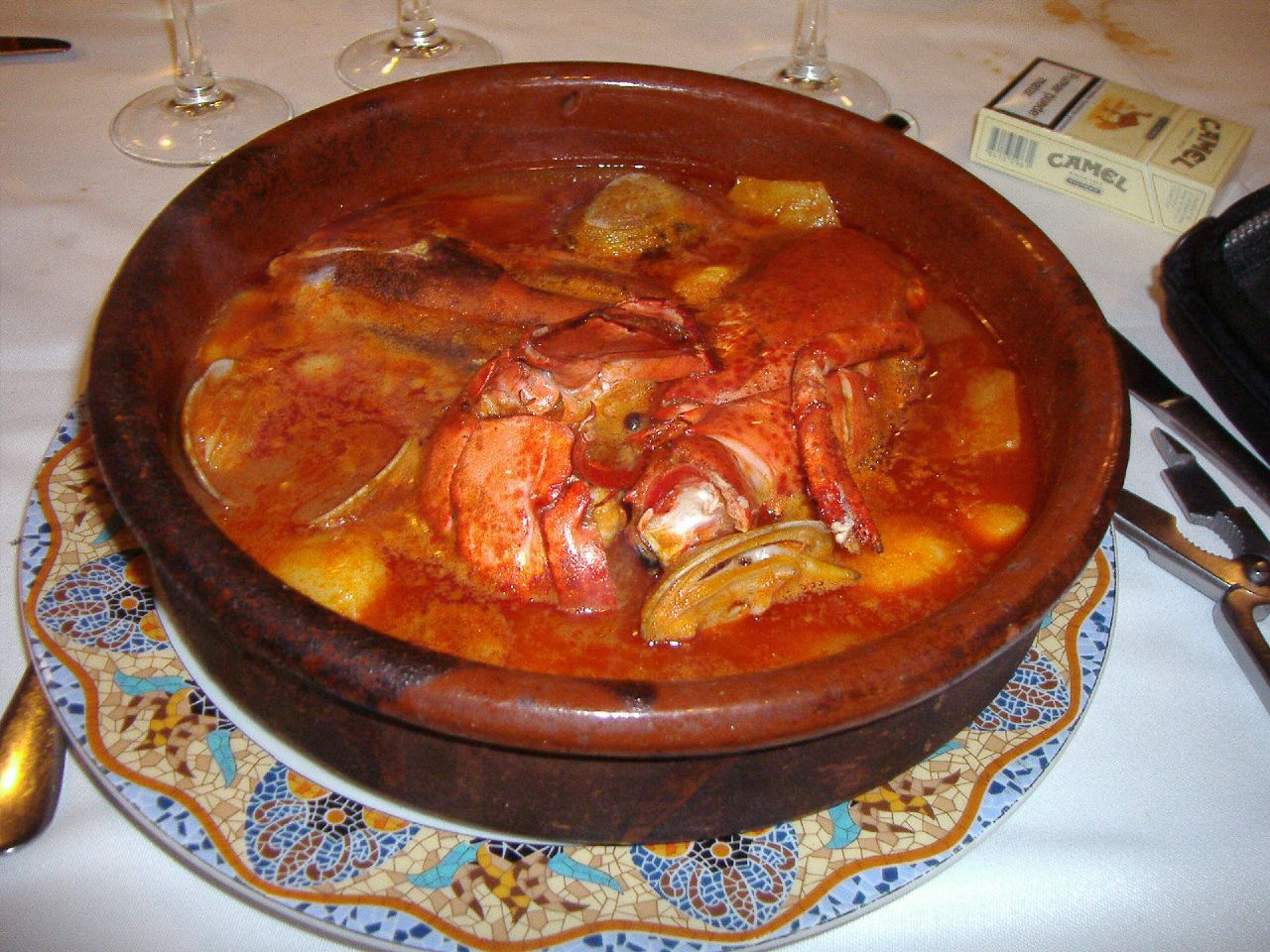
Plato de piracaldo

El piracaldo se trata de una sopa de pescado, pues la palabra guaraní “pirá” significa “pescado”. En la antropología culinaria de Paraguay, todos los grupos guaraníes fueron grandes consumidores de pescado y preparaban harina de pescado para guardarla. El origen del nombre deriva del hecho descrito y de la transculturación que se opera en el Paraguay y en toda la América virreinal con la presencia europea en el continente. Una de las formas de consumo de pescado es en forma de caldo, y de allí el nombre.
Para el piracaldo tradicional se utilizan principalmente los peces de río más pequeños como el “mandi’í” y el “tare’y”, de la familia de los “bagres” y “armados”. Se utilizan asimismo otros ingredientes como grasa, cebolla, tomate, locote, perejil, ají picante y sal. El piracaldo en su versión más popular y largamente adentrada en el paladar se prepara fritando en un poco de grasa (que puede ser de cerdo o de vaca) cebollas, tomates, locotes y perejil. Con esta salsa se vierte agua hervida y los bagres y armados con sal. Cuando el pescado esté cocinado y el caldo espeso, se le agrega el ají picante finamente picado.
Como el piracaldo es un plato muy difundido, existen una serie de variaciones del mismo. Uno de ellos, que también constituye una fuente riquísima en proteínas, se prepara, pasando por un pequeño molino a los pescados, previamente hervidos, lo cual hace que se aproveche totalmente sus huesos y además se evita el problema de controlar a los niños y niñas para evitar se atraganten con las espinas.